# Гедин, Биргитта
Бирги́тта Геди́н (швед. Birgitta Gedin, урождённая Атмер; р. 1 января 1929 год, Стокгольм) — шведская писательница, поэтесса и переводчик, автор книг для детей и взрослых. Российским читателям известна сатирической сказкой «Чинуша на груше» (швед. En domdor i päponträdet). Член Ассоциации писателей Швеции (до 2009 года).

## Биография
Биргитта Атмер родилась в 1929 году в семье юриста. В 1948 году она закончила стокгольмскую школу для девочек «Nya Elementar». В 1952 году получила степень бакалавра по социологии, психологии и истории искусства. Биргитта занимала активную общественную позицию. Так, в 1979 году она посетила Москву в составе большой делегации шведских писателей (Ян Мюрдаль, Магнус Лундгрен, Ханс Бьёркегрен, Ян Эстергрен), целью которых было встретиться с их советскими коллегами и убедить выступить против ввода войск в Афганистан и ареста Вацлава Гавела.
С 1954 по 1983 год была замужем за издателем Пером Гедином (швед. Per Gedin), владельцем издательства «Gedins Förlag». Сын писательницы, Андреас Гедин (Andreas Gedin, р. 1958), также занимается литературой.